# تفجير حافلة العفولة

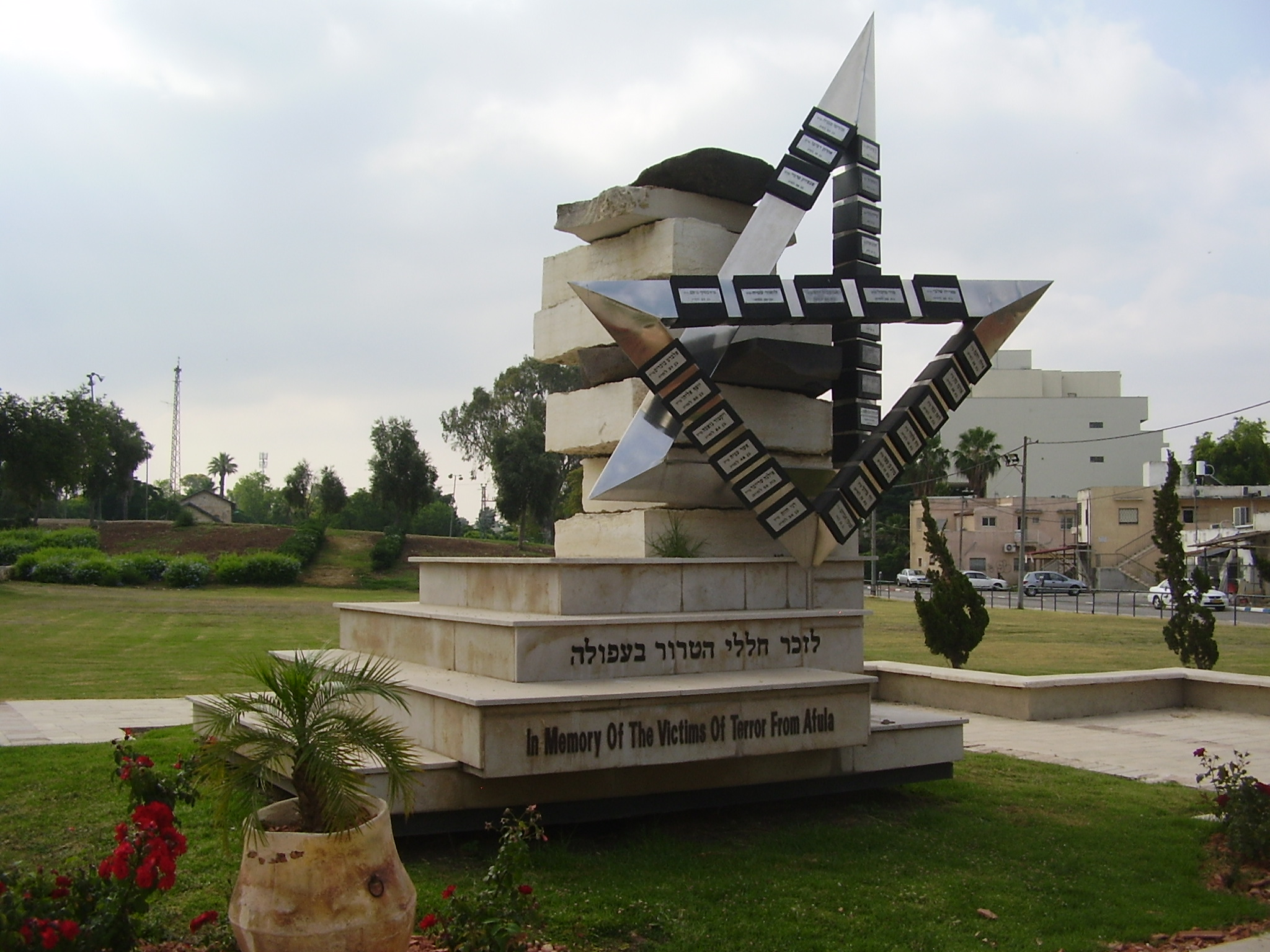

كان التفجير الاستشهادي الذي وقع في العفولة هو الهجوم الاستشهادي بالقنابل الذي نفذ في 6 أبريل 1994 في حافلة بالقرب من حافلة تابعة لشركة إيجد في وسط العفولة، إسرائيل. وقتل ثمانية مدنيين إسرائيليين في الهجوم وأصيب 55 آخرون بجروح. وأعلنت حماس مسؤوليتها عن الهجوم. كان التفجير الاستشهادي الذي وقع في العفولة أول هجوم استشهادي بالقنابل يشنه المقاتلون الفلسطينيون ضد المدنيين الإسرائيليين في إسرائيل وجرى القيام بذلك ردا على قتل مستوطن لـ29 مسلم أثناء الصلاة في الحرم الإبراهيمي في الخليل في فبراير.

## تفاصيل العملية
في نحو الساعة الثانية عشرة والنصف من بعد ظهر يوم الأربعاء الموافق 6 أبريل 1994، تقدم رائد زكارنة بسيارته المفخخة نحو محطة الحافلات المركزية في العفولة، وفقاً لخطة أعدها يحيى عياش، وتتبع الحافلة التي تعمل على خط رقم (348) وعند محطة انتظار الحافلات القريبة فتح سائق الحافلة بابها الأمامي لصعود الركاب. وعندئذ، تجاوز رائد الحافلة وأوقف سيارته على مسافة مترين فقط من مقدمة الحافلة وفجر السيارة.